# Reineckeiidae
Reineckeiidae es una familia extinta de cefalópodos ammonoides pertenecientes a la superfamilia Perisphinctoidea.
Estos carnívoros nectónicos de rápido movimiento vivieron durante el período Jurásico, desde época del Calloviano hasta el Oxfordiano.